# 池田正之輔
池田 正之輔（いけだ まさのすけ、1898年1月28日 - 1986年3月27日）は、日本の政治家、衆議院議員（10期）、科学技術庁長官（第9代）、社団法人内外事情研究所理事長。

## 来歴
山形県飽海郡観音寺村芹田（現酒田市観音寺）出身。1922年日本大学新聞創刊。1926年日本大学政治学科を卒業後、読売新聞記者となる。論説委員を経て三木武吉の知遇を得て報知新聞に入社。常務などを歴任後、同盟通信社理事となる。
1942年の翼賛選挙に非推薦候補として初当選。戦争末期には護国同志会に参加。思想検事の大御所である塩野季彦の司法大臣時代には秘書官も務めた。
戦後、護国同志会のメンバーとともに日本協同党の結成に参加。1949年に日本自由党公認で総選挙に当選。三木武吉が公職追放を解除されてからは三木ら鳩山一郎グループと行動をともにし、1954年に日本民主党が結成されると同党の副幹事長に就任。
保守合同で自由民主党に所属。砂田グループ・岸派・福田派に属す。1960年に第2次池田内閣の科学技術庁長官兼原子力委員長として入閣。1968年春の叙勲で勲一等瑞宝章。同年に発覚した日通事件によって受託収賄罪に問われ6月24日、在宅起訴される。同年7月16日、勲一等瑞宝章返上。1977年に最高裁で懲役1年6ヶ月、追徴金300万円の実刑判決が確定、病気で服役は免れたが、政界から引退した。この事件捜査の最中、池田、自民党幹事長福田赳夫、検事総長井本臺吉の3人が会食した。池田が起訴されたことによって、井本のこの行動は問題視された。
1986年3月27日、腎不全のため東京都港区内の病院で死去。88歳没。

## 人物
日中国交回復以前からの中国との貿易交渉のために尽力。1953年以来、通商団長等として数度に渡って中国に赴き、1958年に第4次通商協定を結ぶなど日中貿易に実績を残した。また、酒田北港開発や国道および圃場の整備、土地改良事業の促進など、庄内発展のためにも貢献した。1977年、郷里・芹田の光浄寺境内に銅像が建てられる。
短躯だが向こうっ気が強く、鼻息の荒い人物で吉田自由党を向こうにした日本自由党を結成した「八人の侍」時代には、同志の河野一郎と大喧嘩をして、河野をして「煎ったピーナッツのようにしてやる」、即ち芽が出ないようにしてやると言わしめた。
池田内閣の科学技術庁長官時代には、荒木万寿夫文部大臣と国会内で喧嘩になり「馬鹿野郎」呼ばわりした。また、田中角栄の秘書だった早坂茂三の回想では、田中が自民党幹事長時代、幹事長室に入った池田と田中が大喧嘩になり、池田に対して田中が「このクソジジイ、ぶったたいてやる」と息巻き、池田は池田でピョンピョン飛び跳ねながら「やれるもんならやってみろ」と応酬したというエピソードが紹介されている。

## 著書
- 『中国民族の特性』内外事情研究所、1975年。
- 『シナ民族性の解明 日本シナ学の空白を衝く』内外事情研究所、1971年。
- 『謎の国・中共大陸の実態 民族性と経済基盤解明』時事通信社、1971年。
- 『我が斗争 第1部』内外事情研究所、1970年。
- 『日中貿易の限界を探る 原始的な中共農業が隘路』外交知識普及会、1963年。

## 叙位・叙勲
- 1968年（昭和43年）4月29日 - 勲一等瑞宝章[4][5]
  - 1968年（昭和43年）7月16日 - 返上[5][6]